# Zebibit
Zebibit (Zib), tidigare ofta tvetydigt kallad zettabit (Zb) är en informationsenhet som motsvarar 1 180 591 620 717 411 300 000 (270 = 10247) bit. Namnet kommer av det binära prefixet zebi (Zi) och bit (b). Enheten ingår inte i internationella måttenhetssystemet, men sanktioneras av IEC.
Zebibit är relaterat till enheten zettabit, som antingen definieras som en zebibit eller en tiljard bit. Zebibit kan användas istället för zettabit när man vill specificera 270 bit, för att undvika tvetydighet bland de olika värdena av zettabit.